# Лазьнев
Лазьнев (пол. Łaźniew) — село в Польщі, у гміні Блоне Варшавського-Західного повіту Мазовецького воєводства.
Населення — 241 особа (2011).
У 1975-1998 роках село належало до Варшавського воєводства.

## Демографія
Демографічна структура станом на 31 березня 2011 року:
|          | Загалом | Допрацездатний вік | Працездатний вік | Постпрацездатний вік |
| -------- | ------- | ------------------ | ---------------- | -------------------- |
| Чоловіки | 138     | 17                 | 95               | 26                   |
| Жінки    | 103     | 14                 | 33               | 56                   |
| Разом    | 241     | 31                 | 128              | 82                   |